# Mizan Zainal Abidin

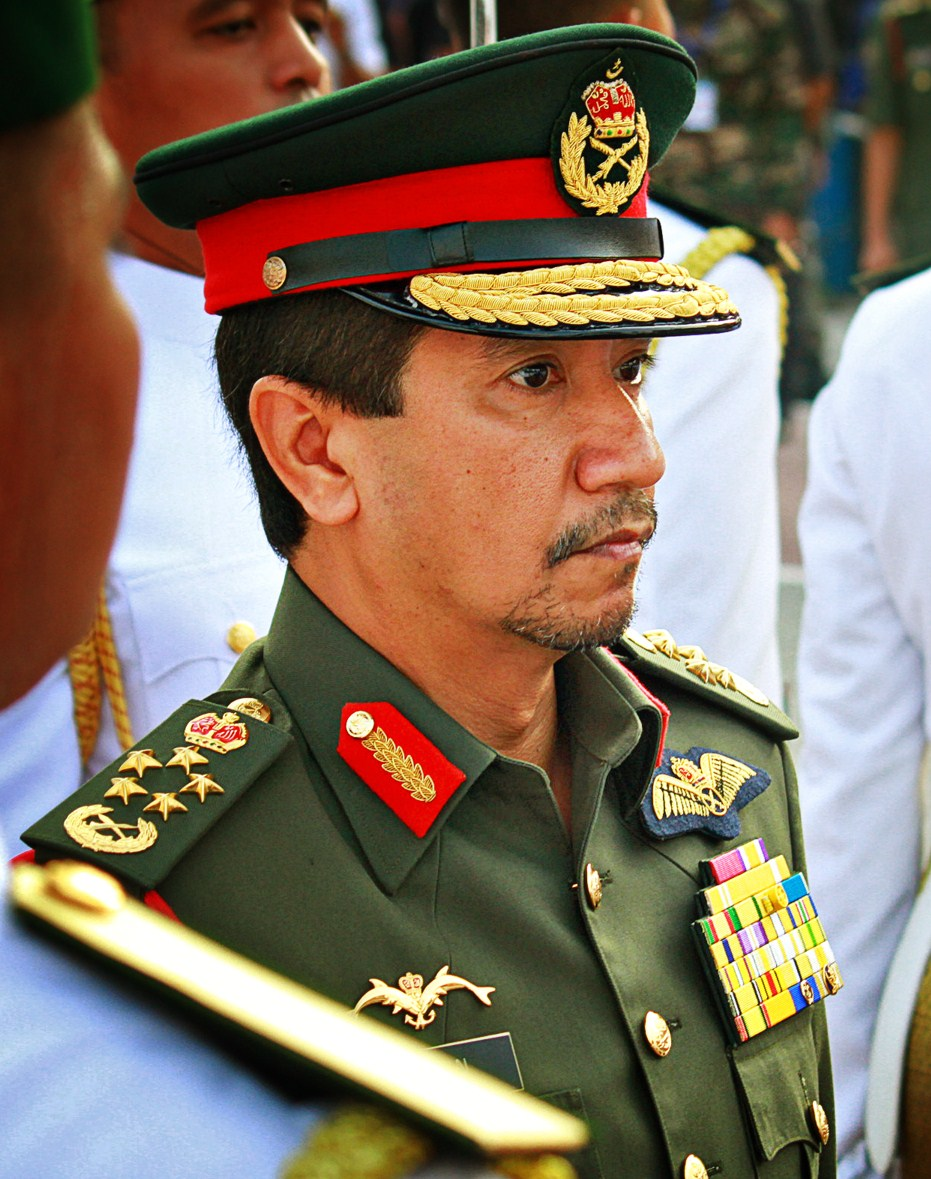
Mizan Zainal Abidin

Duli Yang Maha Mulia Al Wathiqu Billah, Al-Sultan Mizan Zainal Abidin Ibni Almarhum Al-Sultan Mahmud Al-Muktafi Billah Shah Al-Haj (* 22. Januar 1962 in Kuala Terengganu, Terengganu) ist der 17. Sultan von Terengganu und war von 2006 bis 2011 der 13. Yang di-Pertuan Agong von Malaysia.

## Leben
Seine universitäre Ausbildung erhielt Mizan Zainal Abidin in Australien und in Großbritannien. Seit dem 28. März 1996 ist er mit Sultanah Nur Zahirah verheiratet. Das Paar hat drei Söhne und vier Töchter. 
Am 15. Mai 1998 wurde er zum Sultan von Terengganu gekrönt. Seit dem 26. April 1999 war er stellvertretender König Malaysias. 
Nach dem in Malaysia praktizierten Rotationsprinzip wurde er am 3. November 2006 von den neun Sultanen Malaysias als Nachfolger von Tuanku Syed Sirajuddin, dem Raja von Perlis, zum 13. Yang di-Pertuan Agong („der zum Obersten Gemachte“, entspricht dem Königstitel) gewählt. Die offizielle Amtseinführung und Thronbesteigung erfolgte am 26. April 2007, faktisch übte er das Amt bereits seit Dezember 2006 aus. Dass alle fünf Jahre ein neuer König gewählt wird, ist einzigartig in der Welt (vgl. Wahlmonarchie). Das Amt ist in Malaysia vor allem repräsentativer Natur, die politischen Entscheidungen werden von Parlament und Regierung getroffen. Zugleich steht der König symbolisch für die Kontinuität der traditionellen malaiisch-muslimischen Kultur des Landes, er gilt als höchster Wahrer dieser Traditionen und symbolisches Oberhaupt der Muslime im Land. 
Sein Sohn Tengku Muhammad Ismail wurde im Alter von erst acht Jahren am 12. November 2006 zum Regenten von Terengganu erklärt. Die Regierungsgeschäfte wurden von einem dreiköpfigen Regentschaftsrat wahrgenommen. Die Regentschaft endete, als Mizans Amtszeit als König 2011 ablief.
| Vorgänger              | Amt                             | Nachfolger                |
| ---------------------- | ------------------------------- | ------------------------- |
| Tuanku Syed Sirajuddin | Yang di-Pertuan Agong 2006–2011 | Abdul Halim Mu’adzam Shah |

| Personendaten    | Personendaten                                             |
| ---------------- | --------------------------------------------------------- |
| NAME             | Mizan Zainal Abidin                                       |
| KURZBESCHREIBUNG | malaysischer Sultan von Terengganu und König von Malaysia |
| GEBURTSDATUM     | 22. Januar 1962                                           |
| GEBURTSORT       | Kuala Terengganu                                          |